# Sacra Parentela

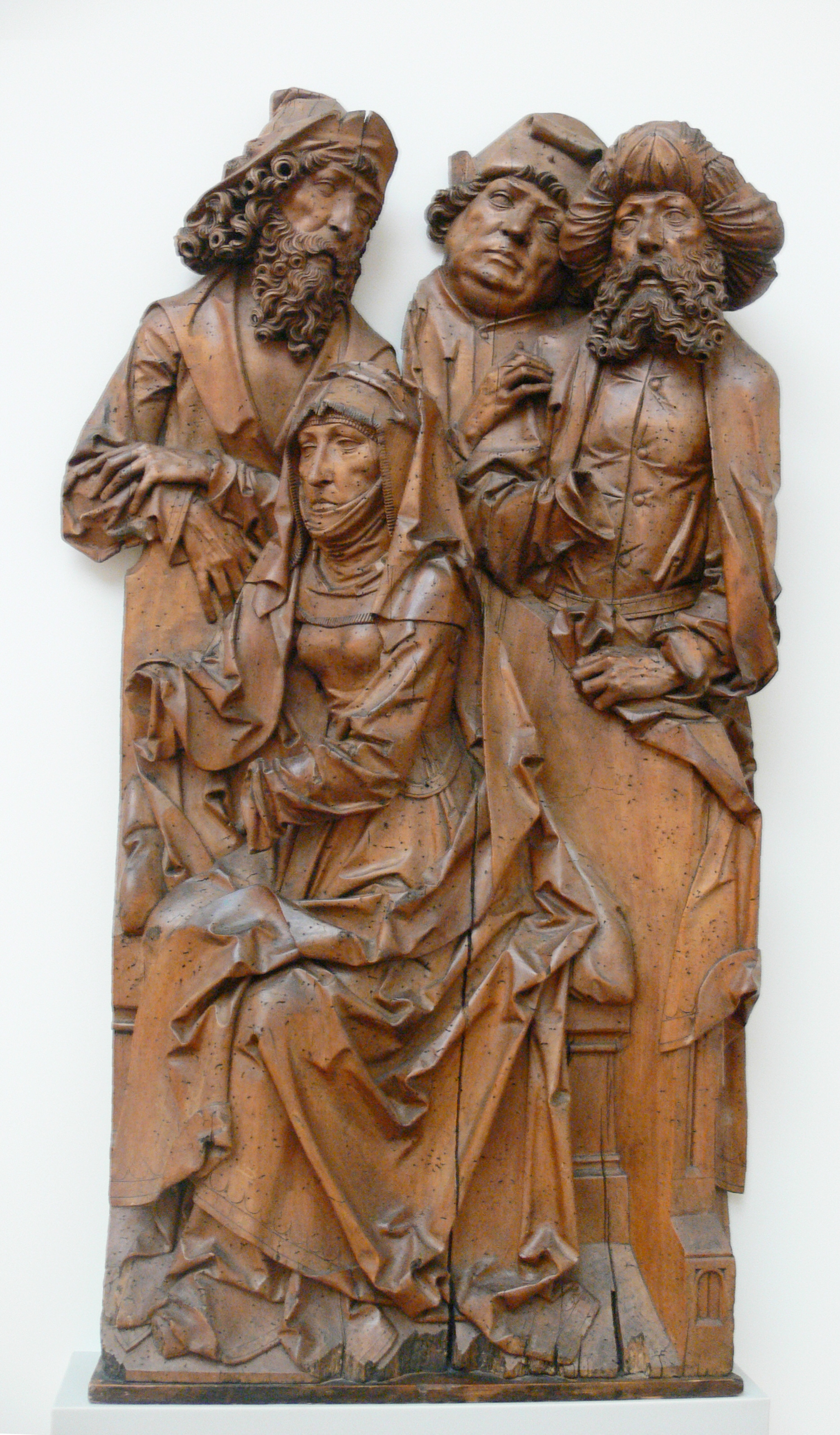
Tilman Riemenschneider, Il triplice sposalizio di Sant'Anna, ca 1500- 1510, Berlino, Bode-Museum

Il tema religioso della Sacra Parentela (o della Discendenza di Sant'Anna, o anche della Genealogia della Vergine) si sviluppò come risposta al cosiddetto problema dei "Fratelli di Gesù", connesso alla interpretazione dei passi evangelici nei quali si parla appunto dei "fratelli" di Cristo. Con la grande diffusione che, tra il XV secolo e la prima metà del XVI secolo, ebbe il culto di Sant'Anna, la rappresentazione della sua famiglia estesa divenne un tema iconografico abbondantemente trattato nell'arte sacra, soprattutto in area nordica. 

## Iltrinubium Annae
Il dibattito sul significato dei passi evangelici in cui si parla di personaggi ai quali è riservato l'appellativo di fratelli di Gesù si sviluppò precocemente nella storia della chiesa cristiana e si collega alla discussione sul dogma della verginità di Maria.
San Gerolamo, in polemica con altre tesi che si rifacevano al "protovangelo di Giacomo", affermò che i cosiddetti fratelli debbano in realtà intendersi come "cugini" di Gesù, tenendo conto del fatto che il termine fratello, in ebraico, poteva estendersi appunto ai cugini primi.
La soluzione del problema riportata dalla Legenda Aurea (soluzione che fu successivamente rigettata dal Concilio di Trento) fa riferimento al cosiddetto "trinubium Annae". Secondo tale versione Sant'Anna, rimasta vedova di Gioacchino, avrebbe celebrato un secondo matrimonio andando in moglie, secondo i costumi del tempo, al fratello di Gioacchino, Cleofe, poi - nuovamente vedova – un terzo matrimonio con un secondo fratello di Gioacchino, Zebedeo.

Sempre secondo quanto narra la Legenda Aurea, da ciascuno dei tre matrimoni Anna ebbe una figlia e, a ciascuna figlia, venne imposto il nome di Maria.

La prima Maria (la Madonna) sposò Giuseppe ed ebbe un unico figlio (concepito non carnalmente), Gesù. La seconda Maria (Maria Cleofe) ebbe dal suo sposo Alfeo quattro figli (Giacomo il Minore, Giuseppe il Giusto, Simone e Giuda Taddeo). La terza Maria (Salome) generò dal suo sposo Zebedeo due figli (Giacomo il Maggiore e Giovanni l'evangelista).

In tal modo, ben cinque apostoli su dodici, sarebbero da considerare cugini primi di Gesù, e due delle Marie citate dai Vangeli sarebbero sorelle della Vergine, tutte e tre figlie di Anna.

## Il tema iconografico dellaSacra Parentela

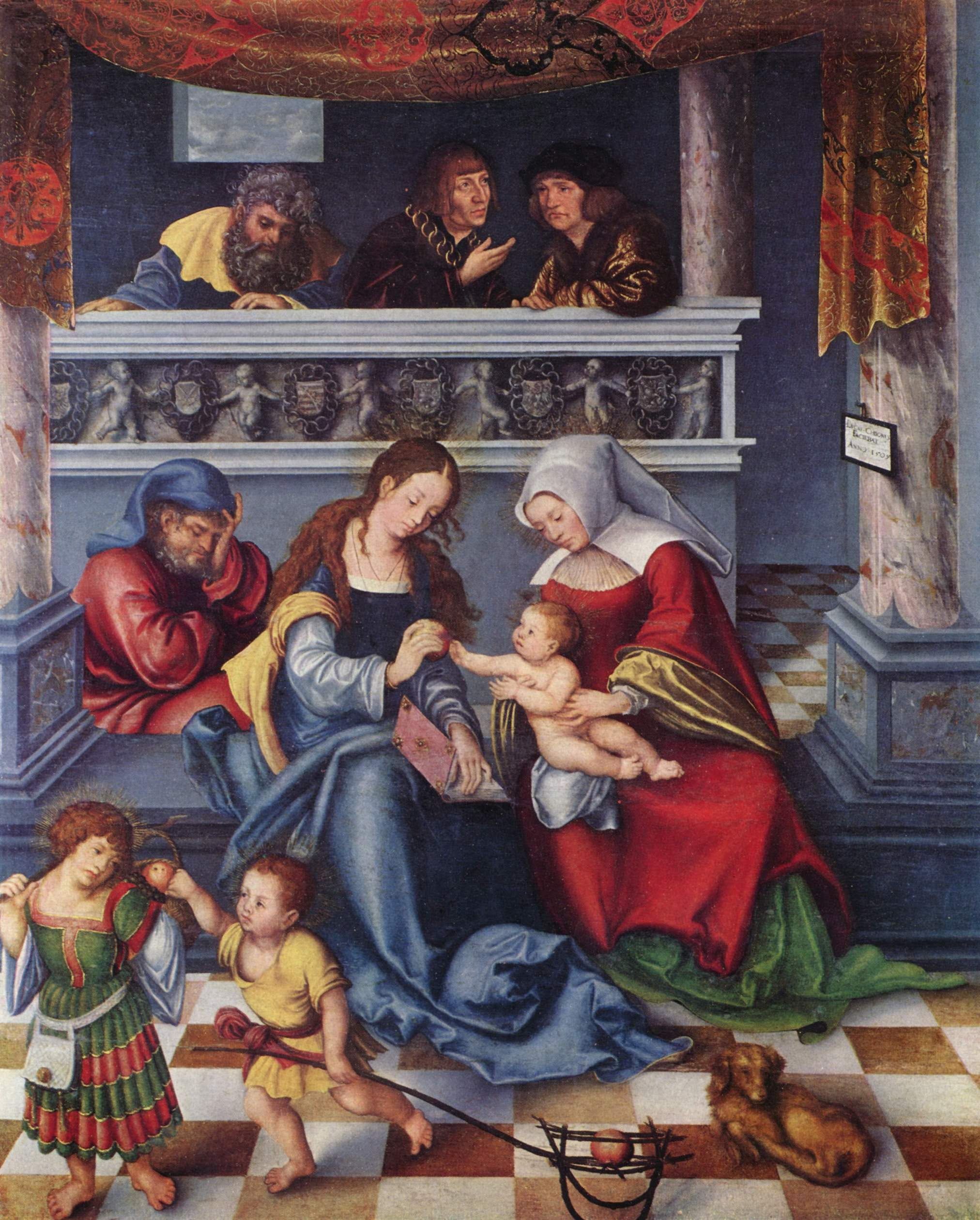
Lucas Cranach il Vecchio, Torgau Altar (pannello centrale), 1509, Francoforte, Städelsches Kunstinstitut

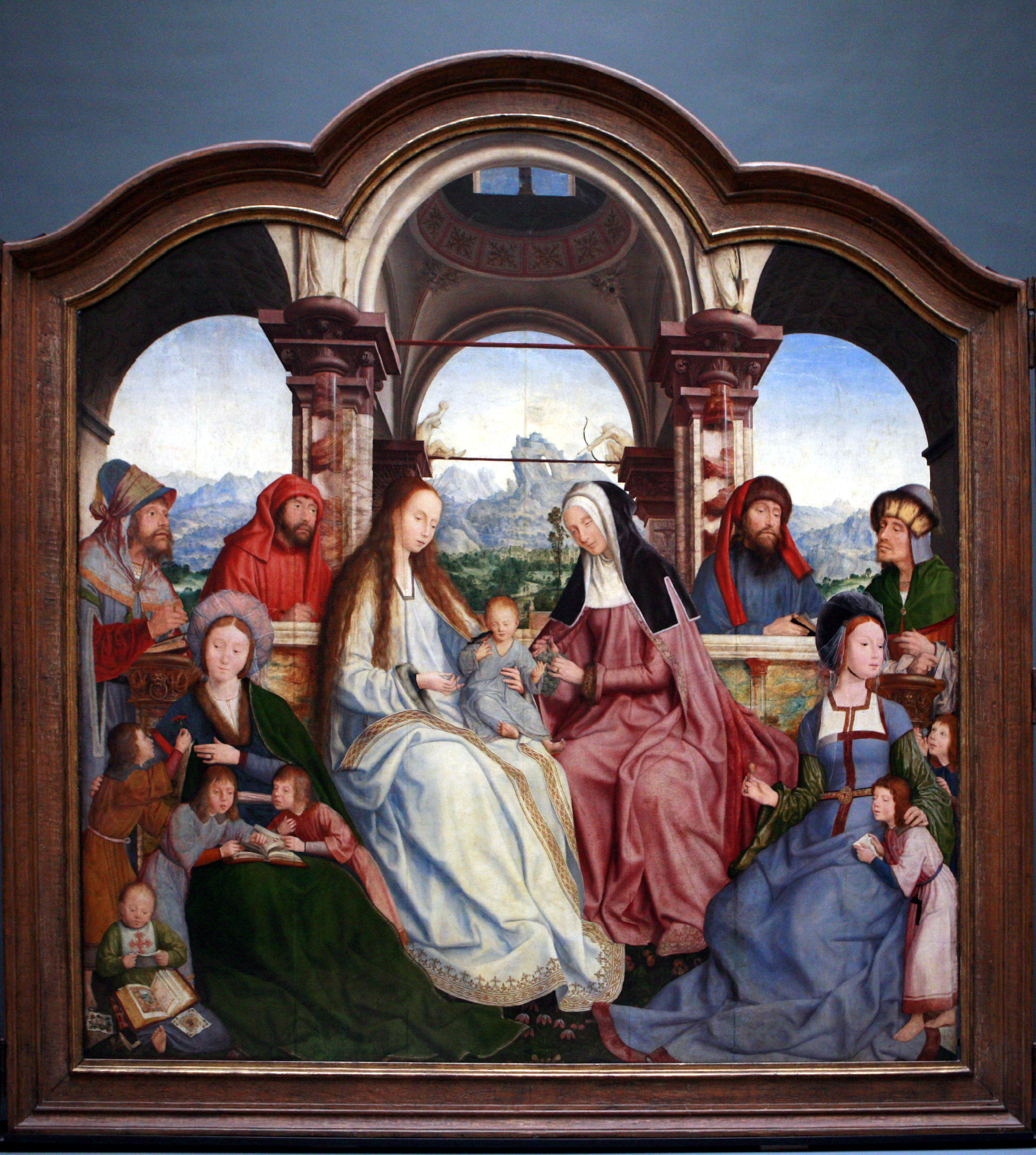
Quentin Massys, Trittico della confraternita di Sant'Anna a Lovanio, Bruxelles, Musées royaux des Beaux-Arts de Belgique

Nel corso del XV secolo il culto di Sant'Anna (patrona delle madri di famiglia e delle vedove, invocata nei parti difficili e contro la sterilità) crebbe impetuosamente.
Nell'arte sacra numerosi furono i temi iconografici volti a celebrare la santa, a cominciare dalla celebre raffigurazione, molto diffusa in Italia, della cosiddetta Sant'Anna metterza ("metterza" deriva dalla tradizione toscana e sta per l'espressione "mi è terza", con la quale si specifica il rango della santa che viene per terza, subito dopo il Bambino e la Madonna).

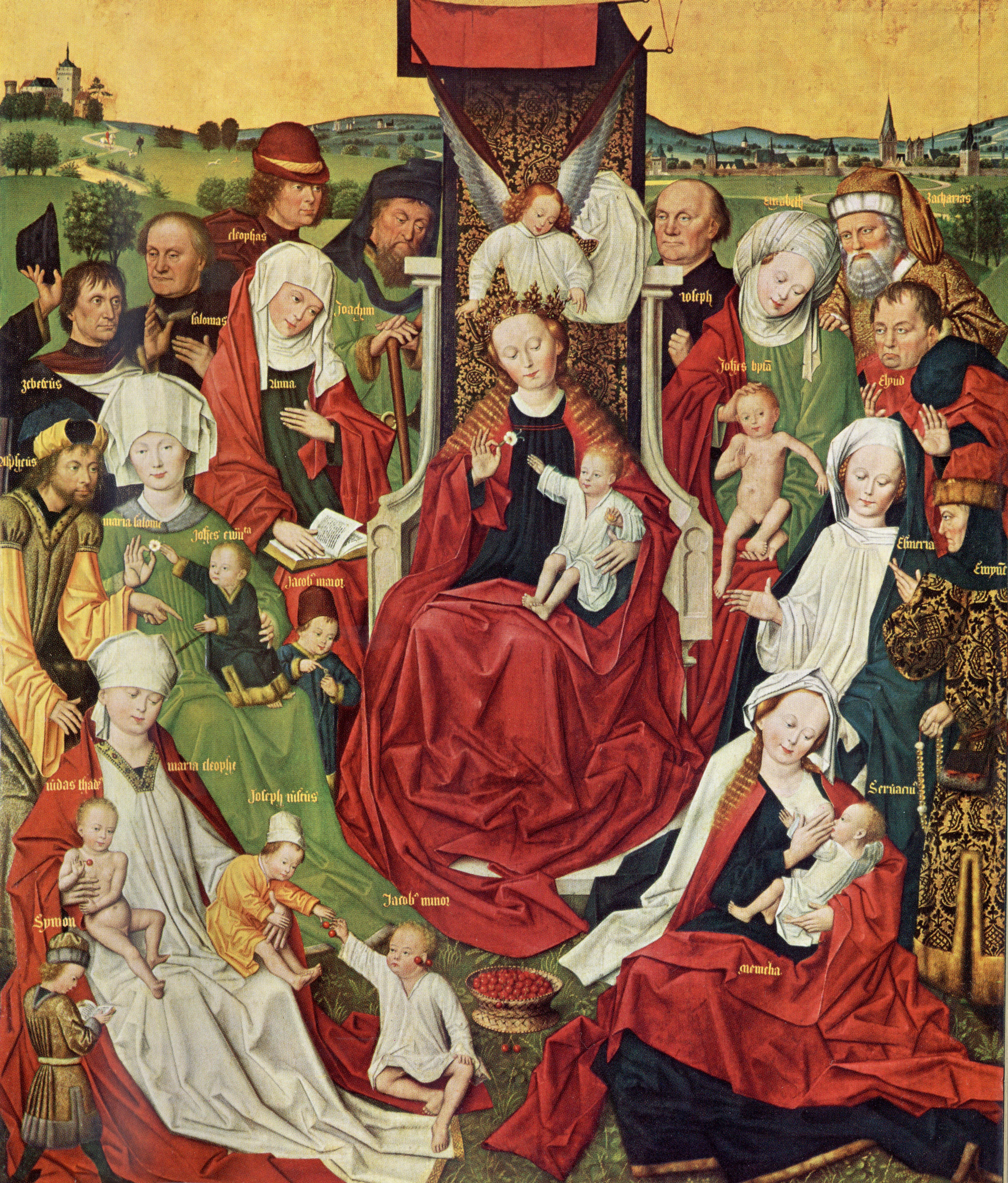
Derick Baegert, Sacra Parentela, ca. 1490, Dortmund, Propsteikirche

Tra le raffigurazioni che trovarono notevole popolarità, soprattutto nel Nord Europa, va senz'altro menzionata quella della Sacra Parentela, basata sulla raffigurazione della famiglia estesa, connessa ai tre matrimoni di Sant'Anna e delle relative discendenze, così come esse sono narrate dalla Legenda Aurea, libro a quel tempo molto diffuso.
Tra gli esempi più notevoli dal punto di vista artistico, in area fiamminga, troviamo il pannello centrale del trittico realizzato da Quentin Massys per la Confraternita di Sant'Anna a Lovanio, conservato ora a Bruxelles nei Musées royaux des Beaux-Arts 
Nella tavola di Massys il gruppo familiare vede al centro la Madonna e Sant'Anna, sedute l'una accanto all'altra e intente a vezzeggiare il Bambino, mentre, ai loro lati, sedute un po' più in basso, stanno rispettivamente Maria Cleofe con i suoi quattro figli (il più piccolo dei quali, curiosamente, è ritratto mentre si diletta a guardare un manoscritto miniato con le storie di Re Davide) e Maria Salomè con i suoi due pargoletti. Al di là di una balaustra, stanno i componenti maschili del gruppo, Gioacchino, primo sposo di Sant'Anna, e i suoi tre generi: Giuseppe, Alfeo e Zebedeo.
La iconografia della Sacra Parentela (in tedesco Heilige Sippe) trovò forse la sua massima diffusione in alcune regioni tedesche. Tra i dipinti realizzati da artisti di area germanica spicca la quieta e gioviale rappresentazione del gruppo familiare che occupa i tre pannelli del Torgau Altar realizzato nel 1509 da Lucas Cranach, conservato allo Städelsches Kunstinstitut di Francoforte .

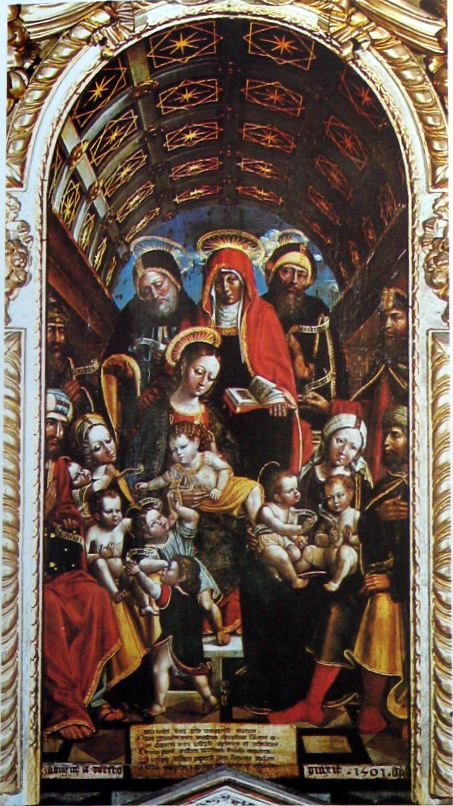
Gandolfino da Roreto, Genealogia della Vergine, Asti, Duomo

Tra le raffigurazioni di gusto ancora decisamente gotico merita una citazione quella dovuta al Meister des Ortenberger Altars. L'artista di Magonza amplia, oltre alla stretta Discendenza di Sant'Anna sopra citata, le figure che compaiono nel ritratto (riconosciamo ad esempio Santa Elisabetta, cugina di Maria con in braccio suo figlio, San Giovanni Battista); attraverso la preminenza di figure femminili attorniate dai loro bambini la tavola esalta il ruolo della madre educatrice. Ad Anna, intenta a leggere un libro sacro, si riserva con evidenza il ruolo preminente di figura educatrice, ruolo che si estende all'intera famiglia.

Si tratta di una connotazione iconografica che si ritrova con grande frequenza nella rappresentazione della Sacra Parentela
Tra i numerosi altri esemplari che si sono conservati possiamo menzionare il trittico del cosiddetto Meister des Heilige Sippe nel Wallraf-Richartz-Museum a Colonia ; poi la predella di un anonimo maestro dell'Alto Reno alla Staatlike Kunsthalle di Karlsruhe, nella quale si esprime in particolare il gusto ritrattistico verso i bambini ; poi ancora le interpretazioni della Sacra Parentela date da Derick Baegert, una delle quali è dipinta nella tavola di sinistra dell'altare della Propsteikirche St. Johannes Baptist a Dortmund (tavola di grande impegno didattico, con i suoi 25 personaggi corrispondenti, anche in questo caso, a una visione allargata della Sacra Parentela, ognuno dei quali è opportunamente contraddistinto dal proprio nome).
Oltre che attraverso dipinti, il tema iconografico della Sacra Parentela è espresso in sculture lignee policrome che componevano altrettanti Flügelaltar dedicati a Sant'Anna . Notevole è, tra le altre, quella intagliata da Hans Thomann conservata al Bode-Museum di Berlino.

Tra le incisioni dedicate al tema si deve menzionare almeno quella realizzata nel 1511 da Albrecht Dürer , opera in cui solo la presenza di due angeli musicanti che contrastano col volto severo dei personaggi maschili, ci porta a pensare che si tratti di una rappresentazione sacra.
In Italia troviamo rappresentazioni della Sacra Parentela in Trentino-Alto Adige, regione in cui, nei secoli XV e XVI fu rilevantissima l'influenza dell'arte germanica. Notevole è, ad esempio, la tavola centrale del flügelaltar conservato nel Museo Diocesano di Trento, opera di ignoto artista gotico, in cui la figura della donatrice trova spazio nella scena già affollata dai numerosi personaggi della Sacra Parentela.
Singolare è la attenzione riservata alla iconografia della Genealogia della Vergine dal pittore astigiano Gandolfino da Roreto documentato tra il 1493 e il 1518, influenzato dapprima dalla scuola ligure e provenzale, poi da quella cremonese.

Nel catalogo delle opere che gli sono state assegnate compaiono ben cinque raffigurazioni della Sacra Parentela; in esse la posizione "in verticale" di Sant'Anna, della Madonna e del Bambino riflette abbastanza da vicino l'iconografia della Sant'Anna metterza.
Oltre alle opere di Gandolfino, troviamo nel contesto del Rinascimento italiano un'altra raffigurazione della Sacra Parentela assai prossima per stile a quella del pittore astigiano. Si tratta di una tavola del 1513 firmata dal pittore pavese Lorenzo Fasolo, conservata al Museo del Louvre.

## Altre immagini dellaSacra Parentela

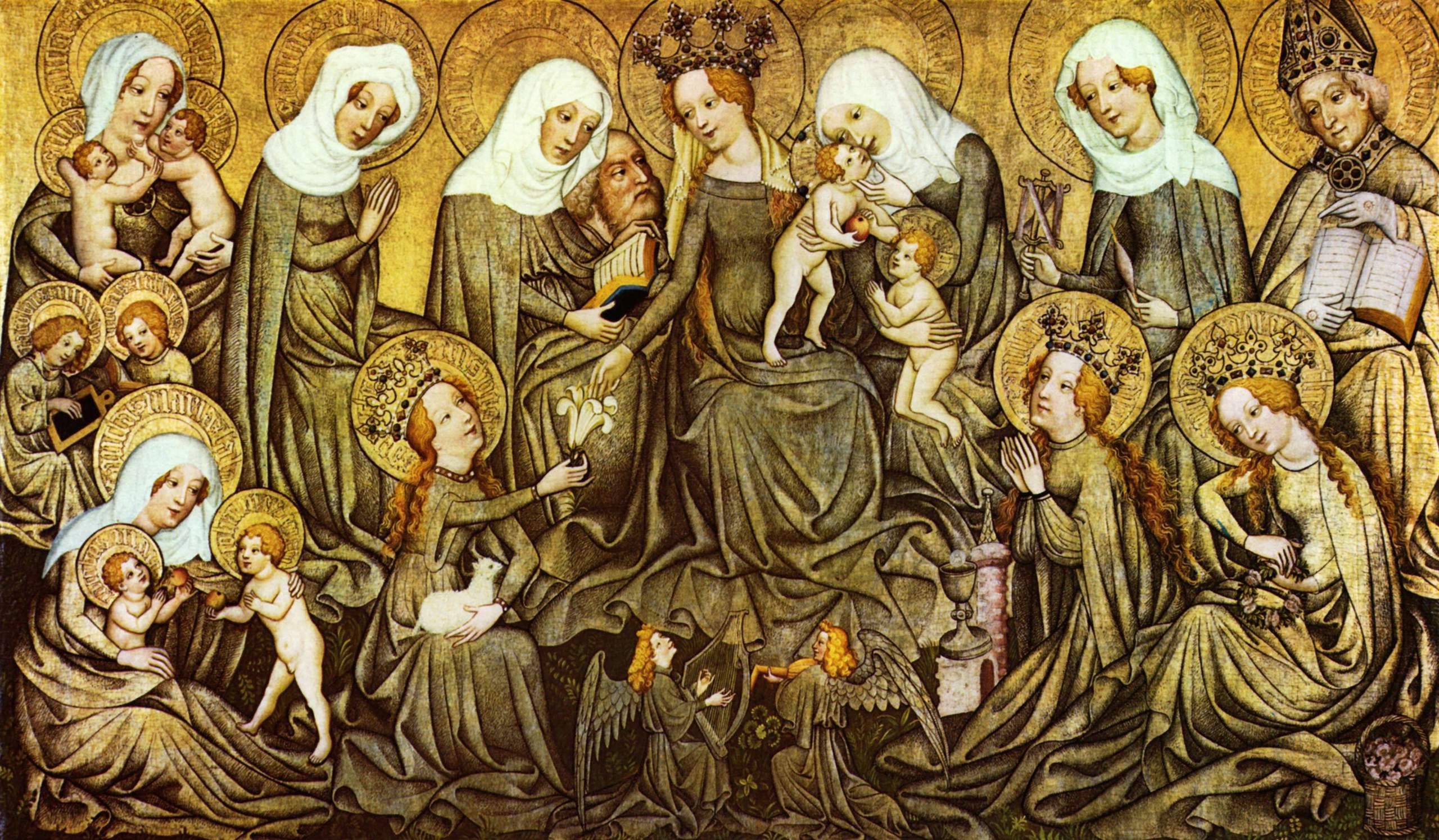
Meister des Ortenberger Altars, tavola, ca 1430, Darmstadt, Hessisches Landesmuseum
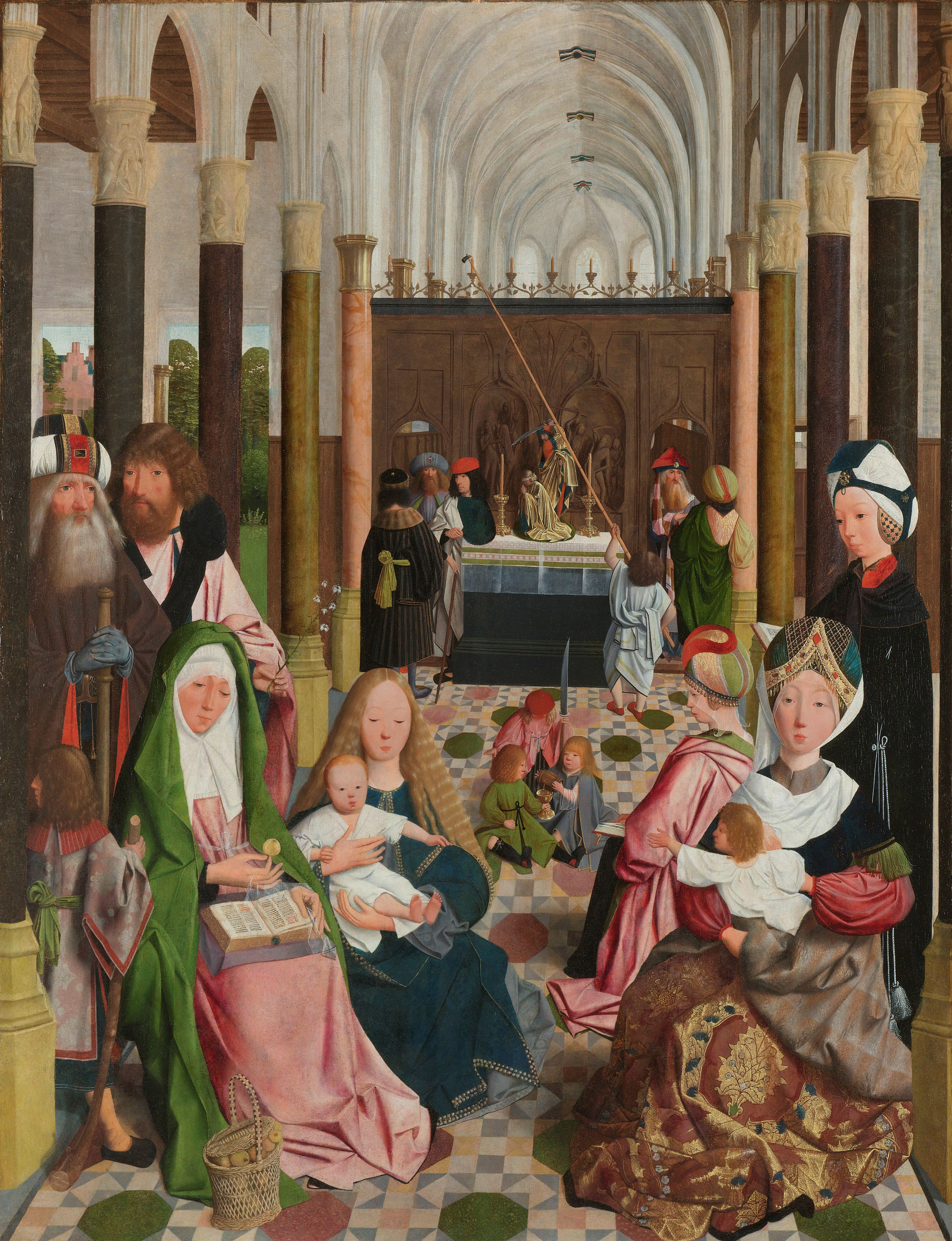
Geertgen tot Sint Jans, tavola, ca. 1490, Amsterdam, Rijksmuseum
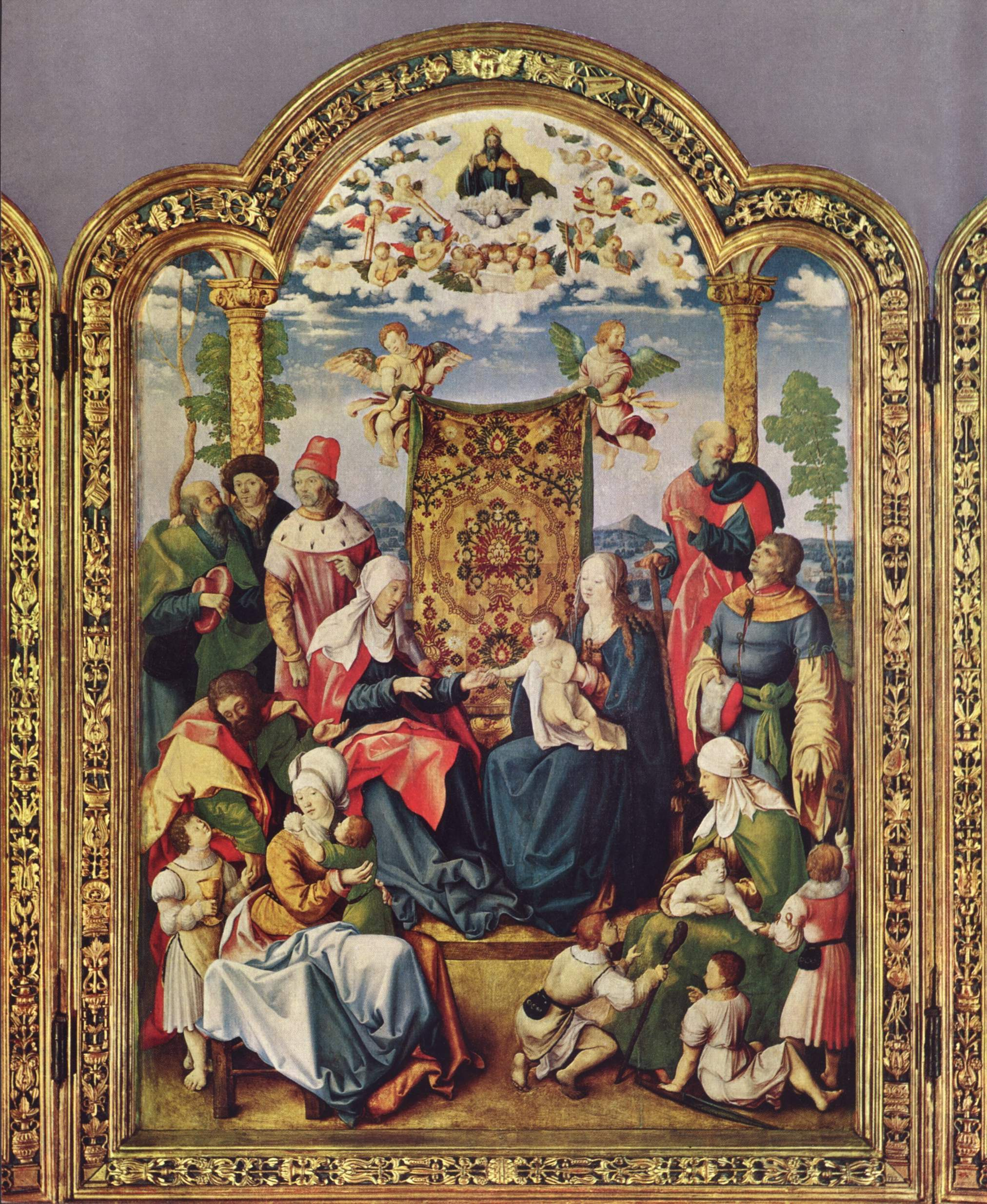
Wolf Traut, olio su tavola, 1514, Monaco di Baviera, Bayerisches Nationalmuseum
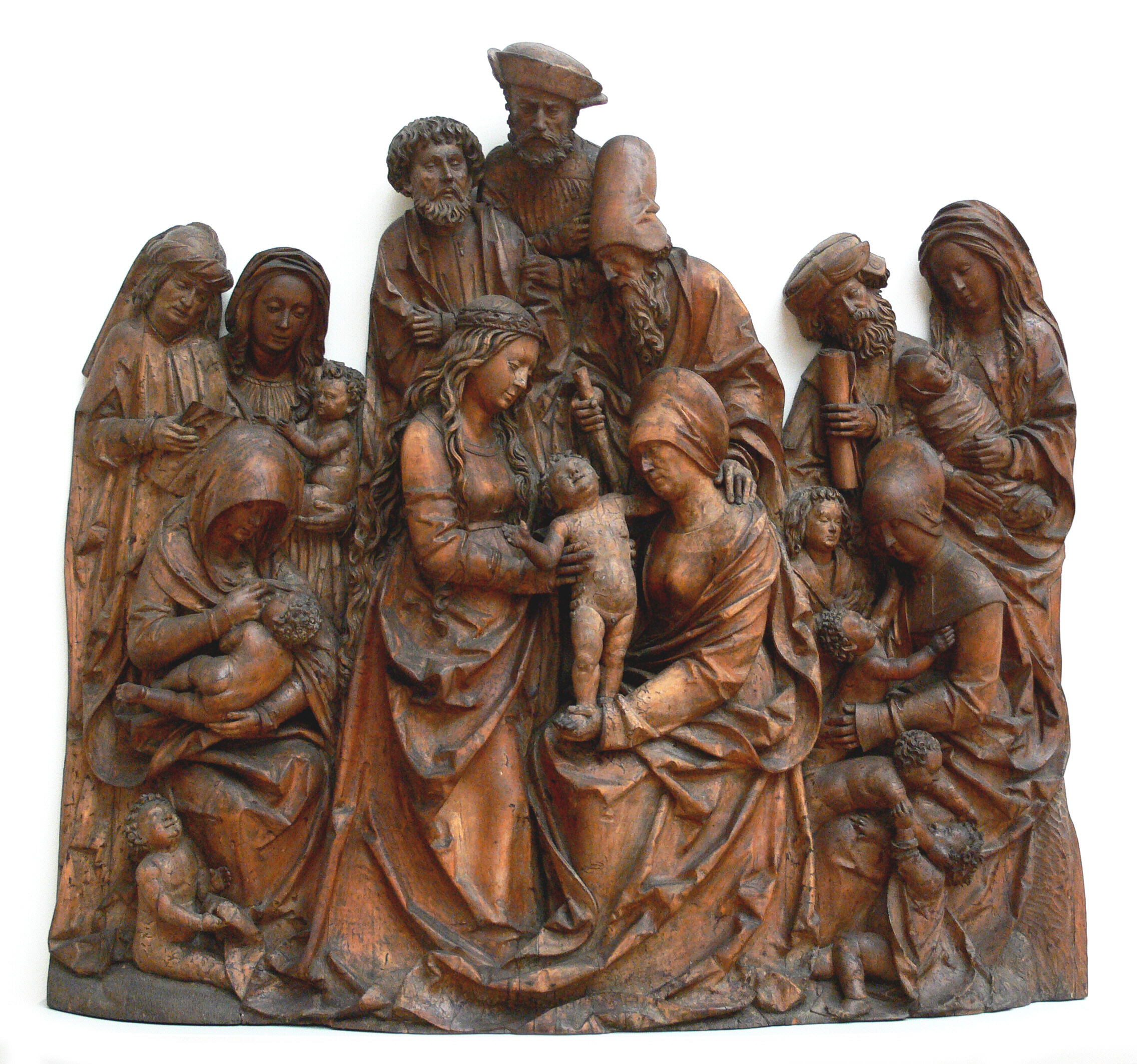
Hans Thomann, scultura in legno di tiglio, ca 1515, Berlino, Bode-Museum